# Chiles præsidenter
Dette er en liste over Chiles præsidenter siden uafhængigheden i 1810.

## Ledere af Chile 1810-26
…
- Bernardo O'Higgins (1817-23)
- Ramón Freire (1823-26)

…

## Præsidenter af Republikken Chile 1826-1932
…
- Ramón Freire (1827, 1829)

…
- José Joaquín Prieto (1831-41)
- Manuel Bulnes (1841-51)
- Manuel Montt (1851-61)
- José Joaquín Pérez (1861-71)
- Federico Errázuriz Zañartu (1871-76)
- Aníbal Pinto (1876-81)
- Domingo Santa María (1881-86)
- José Manuel Balmaceda (1886-91)

Borgerkrig
- Jorge Montt (1891-96)
- Federico Errázuriz Echauren (1896-1901)
- Aníbal Zañartu (12. juli 1901 – 18. september 1901)
- Germán Riesco (1901-06)
- Pedro Montt (1906-10)

...
| Tiltrådt           | Fratrådt          | Navn                                                                 | Politisk parti              |
| 23. december 1915  | 23. december 1920 | Juan Luis Sanfuentes                                                 | Liberale Demokratiske Parti |
| 23. december 1920  | 12 september 1924 | Arturo Alessandri (1. gang)                                          | Venstres                    |
| 12. september 1924 | 23. januar 1925   | Luis Altamirano ( juntaen formand)                                   | Militære                    |
| 23. januar 1925    | 27. januar 1925   | Pedro Dartnell ( juntaen formand)                                    | Militære                    |
| 27. januar 1925    | 1. oktober 1925   | Arturo Alessandri (2. gang)                                          | Venstres                    |
| 1. oktober 1925    | 23. december 1925 | Luis Barros Borgoño (næstformand fungerende)                         | Venstres                    |
| 23. december 1925  | 10 mai 1927       | Emiliano Figueroa (2. gang)                                          | Venstres                    |
| 10 mai 1927        | 29. juli 1931     | Carlos Ibáñez del Campo (1. gang, der handler til den 21. juli 1927) | Militære                    |
| 29. juli 1931      | 4 juni 1932       | Juan Esteban Montero (næstformand handler til den 4. december 1931)  | Radikale Parti              |

## Formændene forSocialistiske Republik Chile(1932)
| Tiltrådt      | Fratrådt           | Navn | Politisk parti      |
| ------------- | ------------------ | --- | ------------------- |
| 4. juni 1932  | 16. juni 1932      | Arturo Puga (formand Junta af Socialistiske Republik Chile)                                                                                              | Socialistiske Parti |
| 16. juni 1932 | 13. september 1932 | Carlos Dávila (formand Junta af Socialistiske Republik Chile til den 8. juli 1932, derefter Formålsbestemt formand for Den Socialistiske Republik Chile) | Socialistiske Parti |

## Formændene forChile(1932-Nuværende)
| Tiltrådt           | Fratrådt           | Navn | Politisk parti                            |
| ------------------ | ------------------ | --- | ----------------------------------------- |
| 13. september 1932 | 2 oktober 1932     | Bartolomé Blanche (foreløbig)                                                                               |                                           |
| 2. oktober 1932    | 24. december 1932  | Abraham Oyanedel (fungerende)                                                                               | Ikke-part                                 |
| 24. december 1932  | 24. december 1938  | Arturo Alessandri (3. gang)                                                                                 | Venstres                                  |
| 24. december 1938  | 25. november 1941  | Pedro Aguirre Cerda                                                                                         | Radikale Parti / Popular Front            |
| 25. november 1941  | 2 april 1942       | Jerónimo Méndez (næstformand fungerende)                                                                    | Radikale Parti                            |
| 2. april 1942      | 27. juni 1946      | Juan Antonio Rios                                                                                           | Radikale Parti / Popular Front            |
| 27. juni 1946      | 17. oktober 1946   | Alfredo Duhalde (fungerende)                                                                                | Popular Front                             |
| 3. august 1946     | 17. oktober 1946   | Vicente Merino (næstformand fungerende Duhalde)                                                             | Militære / Popular Front                  |
| 17. oktober 1946   | 3 november 1946    | Juan Antonio Iribarren (næstformand fungerende)                                                             | Radikale Parti                            |
| 3 november 1946    | 3 november 1952    | Gabriel González Videla                                                                                     | Radikale Parti / Popular Front            |
| 3 november 1952    | 3 november 1958    | Carlos Ibáñez del Campo (2. gang)                                                                           | Populære Liberation Alliance              |
| 3 november 1958    | 3 november 1964    | Jorge Alessandri                                                                                            | Uafhængig                                 |
| 3 november 1964    | 3 november 1970    | Eduardo Frei Montalva                                                                                       | Kristelige Demokratiske Parti             |
| 3 november 1970    | 11. september 1973 | Salvador Allende                                                                                            | Socialistiske Parti - Populære Sammenhold |
| 11. september 1973 | 27. juni 1974      | Regering Junta består af: Augusto Pinochet (formand) José Toribio Merino Gustavo Leigh Guzmán César Mendoza | Militære                                  |
| 27. juni 1974      | 11. marts 1990     | Augusto Pinochet (øverste leder af Nation til den 17. december 1974)                                        | Militære                                  |
| 11. marts 1990     | 11. marts 1994     | Patricio Aylwin                                                                                             | Kristelige Demokratiske Parti             |
| 11. marts 1994     | 11. marts 2000     | Eduardo Frei Ruiz-Tagle                                                                                     | Kristelige Demokratiske Parti             |
| 11. marts 2000     | 11. marts 2006     | Ricardo Lagos                                                                                               | Parti for Demokrati                       |
| 11. marts 2006     | 11. marts 2010     | Michelle Bachelet                                                                                           | Socialistiske Parti                       |
| 11. marts 2010     | 11. marts 2014     | Sebastián Piñera                                                                                            | National Fornyelse                        |
| 11. marts 2014     | 11. marts 2018     | Michelle Bachelet (2. gang)                                                                                 | Socialistiske Parti                       |
| 11. marts 2018     | 11. marts 2022     | Sebastián Piñera (2. gang)                                                                                  | National Fornyelse                        |
| 11. marts 2022     | siddende           | Gabriel Boric                                                                                               | Convergencia Social                       |